# Język mongolski
Język mongolski (mong. монгол хэл, ᠮᠣᠨᠭᠭᠣᠯ ᠬᠡᠯᠡ) – główny język z rodziny mongolskiej. W węższym znaczeniu nazwa ta odnosi się do dialektu chałchaskiego, będącego podstawą współczesnego standardu literackiego i faktycznie pełniącego funkcję języka urzędowego Mongolii (z tego względu język mongolski bywa czasem nazywany także chałcha-mongolskim albo po prostu chałchaskim). W szerszym znaczeniu nazwa ta obejmuje także szereg dialektów ludności mongolskiej z terenów niepodległego państwa mongolskiego, niektórych obszarów Rosji oraz niektórych prowincji Chińskiej Republiki Ludowej, m.in. dialekty: czacharski, uracki, chorczyn-tumucki, chorczyński, udżumczyński, ordoski. Całkowita liczba osób mówiących językiem mongolskim w szerszym znaczeniu szacowana jest na ok. 7 milionów. 
Z punktu widzenia typologii wykazuje charakter aglutynacyjny. Charakteryzuje się też harmonią wokaliczną.
Język mongolski w Mongolii zapisywany jest przede wszystkim cyrylicą, która w tym kraju zdecydowanie dominuje i ma status oficjalny (wraz z bardzo sporadycznie używanym pismem tradycyjnym). Jednakże powszechna jest także znajomość alfabetu łacińskiego, dziś często stosowanego w domenach komunikacji nieformalnej. Mongołowie w Chinach zachowali tradycyjne pismo mongolskie.
Jednym z pierwszych europejskich badaczy języka mongolskiego był polski filolog Józef Kowalewski, autor Słownika mongolsko-rosyjsko-francuskiego (1844–1849) i Mongolskiej Chrestomatii (1836–1837) oraz twórca i kierownik pierwszej katedry mongolistyki w Rosji.

## Historia języka
Język mongolski przez wieki charakteryzował się silną dyglosją. Tradycyjny język piśmiennictwa, tzw. mongolski klasyczny, prawdopodobnie w żadnym okresie znanej nam historii literatury mongolskiej nie odzwierciedlał języka mówionego – plemiona mongolskie porozumiewały się własnymi dialektami, często znacznie różniącymi się od wersji pisanej.
Nie wiadomo dokładnie, kiedy opracowano alfabet mongolski i zaczęto posługiwać się ponadregionalną, klasyczną wersją języka mongolskiego. Najstarsze zabytki piśmiennictwa, jakie dotrwały do naszych czasów, pochodzą z XIII wieku, jednak uważa się, że klasyczny język mongolski stosowany był w piśmie już w wieku XII lub nawet wcześniej. Oparto go najprawdopodobniej na jakimś archaicznym, używanym ówcześnie języku rodziny mongolskiej albo też na hipotetycznym języku staromongolskim, jak określa się stadium rozwojowe języka Mongołów sprzed okresu podbojów Czyngis-chana. Nie zachowały się jednak żadne źródła pozwalające na zweryfikowanie tej tezy, ani też umożliwiające dokładną rekonstrukcję języka mówionego z tamtych czasów.
Dużo większa liczba informacji pochodzi natomiast z okresu istnienia tzw. języka średniomongolskiego, tj. zespołu dialektów z okresu od przełomu XII i XIII wieku do przełomu wieków XV i XVI. Dialekty te, w wyniku podbojów Czyngis-chana rozproszone były po olbrzymich obszarach od Mandżurii aż po Europę Wschodnią. Z czasem rozwinęły się z nich współczesne języki rodziny mongolskiej. W okresie języka średniomongolskiego był to jednak dość zwarty zespół etnolektów.
Począwszy od wieku XVII można już jednak mówić o rozpadzie „języka ogólnomongolskiego” i historii języka nowomongolskiego jako odrębnego od pozostałych języków mongolskich. Wskazuje na to między innymi przykład języka ojrackiego, który wykształcił wówczas własną tradycję piśmienniczą (w tzw. piśmie ojrackim, powstałym na bazie alfabetu mongolskiego), odrębną od tradycji innych plemion.
Po II wojnie światowej do rangi ponadregionalnego języka Mongołów wyniesiono dialekt chałchaski. Stał się on podstawą współczesnego języka literackiego i standardowego. Charakter odmiany prestiżowej ma w szczególności odmiana chałcha-mongolskiego z Ułan Bator, która jest zbliżona do standardu. Ponadto, jako jeden z dialektów języka nowomongolskiego, chałchaski zrozumiały jest też dla plemion mongolskich z Mongolii Wewnętrznej, przez co stanowi ważny środek komunikacji ponadetnicznej w tym regionie.
Mongolski jest językiem urzędowym niepodległego państwa mongolskiego, gdzie pozostaje głównym środkiem komunikacji. W użyciu są również języki obce – historycznie upowszechniony rosyjski, a dziś przede wszystkim angielski. Przez 70 lat Mongolia znajdowała się pod silnym wpływem Związku Radzieckiego, a co za tym idzie kultury i języka rosyjskiego. W dialekcie chałchaskim zachowała się toteż warstwa zapożyczeń rosyjskich, opisujących nowsze zagadnienia polityczne i naukowe. W Chinach funkcję języka standardowego pełni dialekt czaharski, dość zbliżony do chałcha-mongolskiego.
W Rosji i Chińskiej Republice Ludowej ludność mongolska posługuje się często dialektami (bądź językami) znacząco odrębnymi od chałcha-mongolskiego. Jednakże nie wszystkie grupy ludności mongolskiej w tych krajach zachowały znajomość języka ojczystego. W Mongolii inne dialekty/języki mongolskie (w tym buriacki i ojracki) znajdują się pod presją chałchaskiego, który jest przyswajany jako drugi bądź pierwszy język.

## Pismo

### Klasyczne pismo mongolskie
Do zapisywania języka mongolskiego wykorzystywano w jego historii kilka alfabetów. Od XIII w. język ten (we wspomnianej wyżej odmianie klasycznej) zapisywano pismem mongolskim, czytanym z góry na dół. Pismo to rozwinęło się z alfabetu ujgurskiego. Powstała w nim bogata klasyczna literatura mongolska.
Po krótkim eksperymencie z wprowadzeniem alfabetu opartego na piśmie łacińskim (przed II wojną światową) w latach 40. XX w. zdecydowano się na wprowadzenie w Mongolii jako oficjalnego alfabetu zmodyfikowanej cyrylicy. Nowe pismo wzorowane było na alfabecie wprowadzonym w 1939 r. w sąsiedniej Buriacji do zapisu języka buriackiego.
W połowie lat dziewięćdziesiątych XX wieku, na fali nastrojów antyrosyjskich, podjęto próbę powrotu do tradycyjnego pisma mongolskiego. Mały Churał podjął nawet stosowną uchwałę, została ona jednak odrzucona przez Wielki Churał ze względu na fakt, iż tradycyjny alfabet mongolski – aczkolwiek dostosowany do języka klasycznego – nadaje się do zapisu współczesnej mongolszczyzny znacznie gorzej niż – także jednak niedoskonała – cyrylica. Od 1984 r. tradycyjne pismo mongolskie nauczane jest jednak w szkołach, wydaje się zapisywane nim gazety, jakkolwiek w powszechnym użyciu dominuje cyrylica (także ze względów technicznych). Ponadto tradycyjne pismo mongolskie wciąż wykorzystywane jest do zapisu języka mongolskiego na obszarach Mongolii Wewnętrznej.

### Współczesny alfabet mongolski
Współczesny alfabet mongolski niewiele różni się od rosyjskiej cyrylicy, występują w nim jednak dodatkowe litery Ө (ө) i Ү (ү), służące do zapisu głosek nieistniejących w języku rosyjskim.
Zasady transkrypcji współczesnego alfabetu mongolskiego na alfabet polski zostały zaproponowane przez dra Jana Rogalę z Instytutu Orientalistycznego Uniwersytetu Warszawskiego. Zasady te stosuje między innymi Komisja Standaryzacji Nazw Geograficznych poza Granicami Rzeczypospolitej Polskiej przy ustalaniu zaleceń dotyczących polskiego nazewnictwa geograficznego obszaru Mongolii oraz dla mongolskich nazw z obszaru Mongolii Wewnętrznej.
Poniżej podano zaproponowane przez dra Jana Rogalę zasady transkrypcji alfabetu mongolskiego na alfabet polski i transliteracji na alfabet łaciński:
| Zasady transkrypcji i transliteracji współczesnego alfabetu mongolskiego według dra Jana Rogali | Zasady transkrypcji i transliteracji współczesnego alfabetu mongolskiego według dra Jana Rogali | Zasady transkrypcji i transliteracji współczesnego alfabetu mongolskiego według dra Jana Rogali | Zasady transkrypcji i transliteracji współczesnego alfabetu mongolskiego według dra Jana Rogali |
| Mongolski                                                                                       | Transliteracja                                                                                  | Transkrypcja                                                                                    | Przykłady transkrypcji                                                                          |
| ----------------------------------------------------------------------------------------------- | ----------------------------------------------------------------------------------------------- | ----------------------------------------------------------------------------------------------- | ----------------------------------------------------------------------------------------------- |
| А (а)                                                                                           | A (a)                                                                                           | A (a)                                                                                           | газар = gadzar                                                                                  |
| Б (б)                                                                                           | B (b)                                                                                           | B (b)                                                                                           | Бум = Bum                                                                                       |
| В (в)                                                                                           | V (v)                                                                                           | W (w)                                                                                           | Увс = Uws                                                                                       |
| Г (г)                                                                                           | G (g)                                                                                           | G (g)                                                                                           | баг = bag                                                                                       |
| Д (д)                                                                                           | D (d)                                                                                           | D (d)                                                                                           | Дорнод = Dornod                                                                                 |
| Е (е)                                                                                           | Ye (ye)                                                                                         | Je (je)                                                                                         | Еэвэн = Jeewen                                                                                  |
| Ё (ё)                                                                                           | Yo (yo)                                                                                         | Jo (jo)                                                                                         | Соёмбо = Sojombo                                                                                |
| Ж (ж)                                                                                           | J (j)                                                                                           | Dż (dż)                                                                                         | Жаргалант = Dżargalant                                                                          |
| З (з)                                                                                           | Z (z)                                                                                           | Dz (dz)                                                                                         | зам = dzam                                                                                      |
| И (и)                                                                                           | I (i)                                                                                           | I (i)                                                                                           | Биж = Bidż; Жинст = Dżinst                                                                      |
| Й (й)                                                                                           | I (i)                                                                                           | J (j )                                                                                          | Хэнтий = Chentij                                                                                |
| К (к)                                                                                           | K (k)                                                                                           | K (k)                                                                                           | (w zapożyczeniach) Москва = Moskwa                                                              |
| Л (л)                                                                                           | L (l)                                                                                           | L (l)                                                                                           | гол = gol                                                                                       |
| М (м)                                                                                           | M (m)                                                                                           | M (m)                                                                                           | Манлай = Manlaj                                                                                 |
| Н (н)                                                                                           | N (n)                                                                                           | N (n)                                                                                           | мандах = mandach                                                                                |
| О (о)                                                                                           | O (o)                                                                                           | O (o)                                                                                           | Орхон = Orсhon                                                                                  |
| Ө (ө)                                                                                           | Ö (ö)                                                                                           | Ö (ö) lub O (o)                                                                                 | Өлзийт = Öldzijt                                                                                |
| П (п)                                                                                           | P (p)                                                                                           | P (p)                                                                                           | Пэлжидийн = Peldżidijn                                                                          |
| Р (р)                                                                                           | R (r)                                                                                           | R (r)                                                                                           | Хайрхан = Chajrchan                                                                             |
| С (с)                                                                                           | S (s)                                                                                           | S (s)                                                                                           | Сэлэнгэ = Selenge                                                                               |
| Т (т)                                                                                           | T (t)                                                                                           | T (t)                                                                                           | Ихтамир = Ichtamir                                                                              |
| У (у)                                                                                           | U (u)                                                                                           | U (u)                                                                                           | Увс = Uws                                                                                       |
| Ү (ү)                                                                                           | Ü (ü)                                                                                           | Ü (ü) lub U (u)                                                                                 | бүрэн = büren                                                                                   |
| Ф (ф)                                                                                           | F (f)                                                                                           | F (f)                                                                                           | (w zapożyczeniach) Телефон = Telefon                                                            |
| Х (х)                                                                                           | Kh (kh)                                                                                         | Ch (ch)                                                                                         | Халх = Chalch                                                                                   |
| Ц (ц)                                                                                           | Ts (ts)                                                                                         | C (c)                                                                                           | Цахир = Сachir                                                                                  |
| Ч (ч)                                                                                           | Ch (ch)                                                                                         | Cz (cz)                                                                                         | Чойр = Czojr                                                                                    |
| Ш (ш)                                                                                           | Sh (sh)                                                                                         | Sz (sz)                                                                                         | тэшиг = teszig                                                                                  |
| Щ (щ)                                                                                           | Sch (sch)                                                                                       | Szcz (szcz)                                                                                     | (w zapożyczeniach) Щорс = Szczors                                                               |
| Ъ (ъ)                                                                                           | –                                                                                               | -                                                                                               | (rzadko stosowany)                                                                              |
| Ы (ы)                                                                                           | Y (y)                                                                                           | Y (y)                                                                                           | Шарынгол = Szaryngol                                                                            |
| Ь (ь)                                                                                           | i                                                                                               | znak zmiękczenia ´, wymawiane bardzo krótko i )                                                 | Дарьганга = Dar´ganga; Чандмань = Czandmań                                                      |
| Э (э)                                                                                           | E (e)                                                                                           | E (e)                                                                                           | Бэрх = Berch                                                                                    |
| Ю (ю)                                                                                           | Yu (yu)                                                                                         | Ju (ju)                                                                                         | юм = jum                                                                                        |
| Я (я)                                                                                           | Ya (ya)                                                                                         | Ja (ja)                                                                                         | Буянт = Bujant                                                                                  |

Samogłoski długie, zapisywane w alfabecie mongolskim przez podwojenie litery, dr Rogala proponuje oddawać w transkrypcji również za pomocą podwójnej litery (np. /uul/ góra). Zapis umlautu zaleca zarówno dla ө, jak i dla ү (obok zapisu bez znaków diakrytycznych).